# ウィラ大井
ウィラ大井（うぃらおおい）は、東京都品川区にある複合商業施設である。大井競馬場を運営する東京都競馬系列の企業・東京プロパティサービスが運営を行っている。
ウィラ(WiRA)は、Wakuwaku（ワクワク）、Ikiiki（イキイキ）、Rakuraku（ラクラク）、Aruaru（アルアル）のイニシャルを組み合わせた造語。建物の概観は、大井競馬場が友好交流提携を結んでいるサンタアニタパーク競馬場があるアメリカ合衆国西海岸をイメージしている。

## 沿革
- 2009年12月3日 - オープン。
- 2012年 - 運営会社の大井興業が東京プロパティサービスに商号変更。
- 2013年2月24日 - キーテナントのコジマNEW大井競馬場前店が閉店。
- 2014年3月7日 - ニトリ大井競馬場前店が開店。
- 2024年4月26日 - 新館「ウィラ大井2」が開業。アカチャンホンポが出店するほか、6月にDCMが（元の建物に出店していた店舗とは別に）専門店コーナーを出店する予定であることが発表された。[1]

## 主なテナント
- ニトリ
- 文化堂
- サイゼリヤ
- ラポールヘア
- スギドラッグ
- 瀬戸うどん（ゼンショー）
- すき家（ゼンショー）
- はま寿司（ゼンショー）
- DCM（旧・DCMホーマック） - ウィラ大井・ウィラ大井2に跨って出店。
- アカチャンホンポ - ウィラ大井2に出店。

## 過去のショップ
- コジマ

## 交通アクセス

### 公共機関
- 東京モノレール羽田空港線 大井競馬場前駅北口 徒歩4分
- 京急本線 立会川駅南口 徒歩12分

### 自動車
- 首都高速湾岸線大井南出入口 - 約1km

## 近隣施設
- シアターH
- 大田スタジアム
- 大井ふ頭中央海浜公園
- 品川シーサイドフォレスト